# Claustre del Col·legi de Sant Àngel
El claustre del Col·legi de Sant Àngel és un edifici situat a la Rambla, 43 de Barcelona, catalogat com a Bé Cultural d'Interès Local. Actualment forma part de la caserna de la Guàrdia Urbana del districte de Ciutat Vella.

## Descripció
Aquest claustre de llenguatge classicista presenta unes galeries amb arcs de mig punt sobre pilastres de secció quadrada. Només se'n conserven les arcades exteriors i el mur amb finestres sobreposades.

## Història

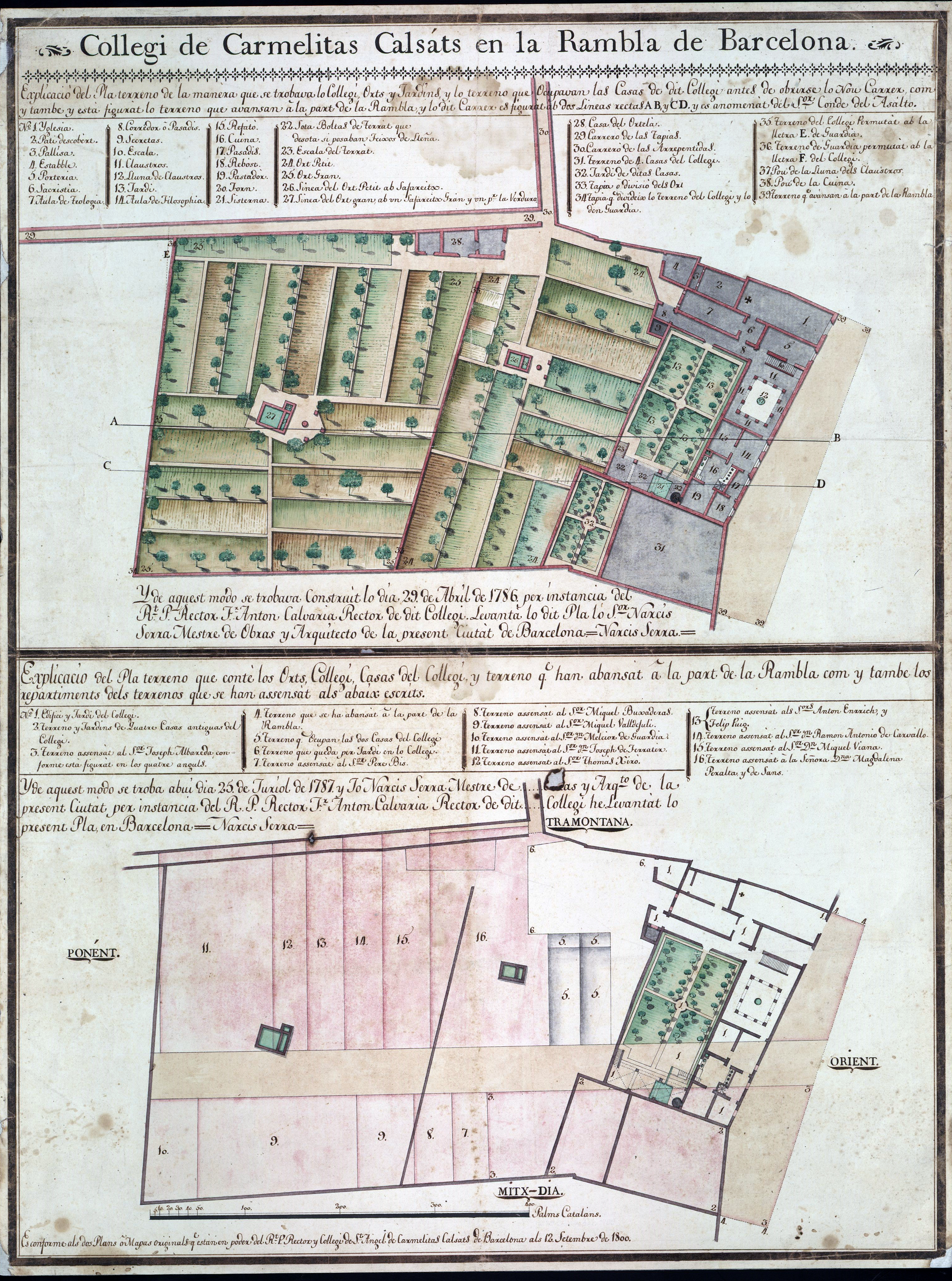
Plànol dels terrenys del col·legi (1786 i 1787)

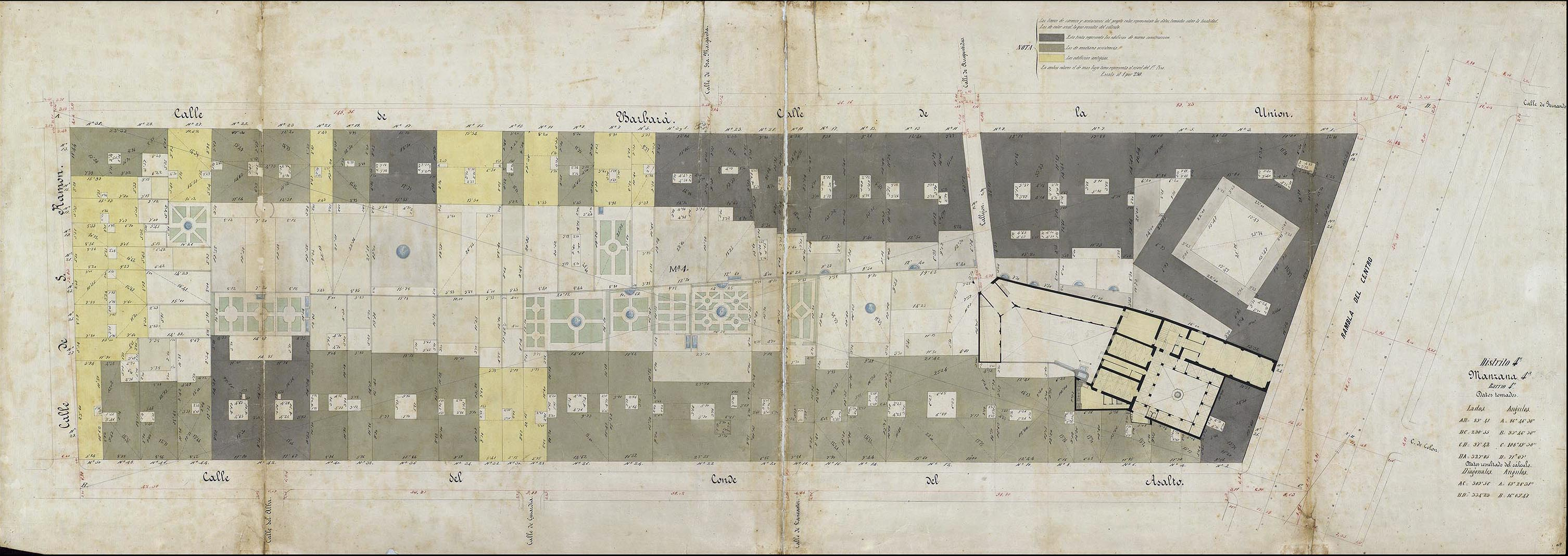
Quarteró núm. 94 de Garriga i Roca (c. 1860)

El 1587, fra Josep Serrano va presentar al capítol provincial de Lleida dels carmelites la proposta per a fundar un col·legi a Barcelona. Tanmateix, no fou fins al 1590, quan aquest va ser nomenat provincial, que l'orde va adquirir una casa a la Rambla, i el 1593 hi van ingressar alguns religiosos i se'n va consagrar l'església. Això va provocar l'oposició de la parròquia del Pi, que va intentar que la capella del col·legi no fos pública. En el capítol del 1598 hom va decidir tancar el col·legi per l'oposició dels convents de la província, que al·legaven motius econòmics, però el 1607 se'n va aconseguir la seva reobertura. Posteriorment, va funcionar com a hospital entre el 1694-1695 i 1697-1698, i va ser bombardejat durant el setge de 1713-1714.
Al darrer quart del segle xviii, l'obertura del carrer Nou de la Rambla va afectar de ple el col·legi, que el maig del 1785 cedí els terrenys corresponents, començant-ne les obres d'urbanització. El mestre de cases Narcís Serra fou l'encarregat de la parcel·lació dels terrenys de l'hort a banda i banda del nou vial, els quals foren establerts en emfiteusi a diversos particulars, així com de la reconstrucció del col·legi. El maig del 1786 començaren les obres de l'església, on van participar els mestres de cases de l'orde Pere Codina i fra Jaume Carrera, i el fuster fra Bernat. L'abril del 1789 es va beneir el temple, acabat el 1792.
Durant la Guerra del Francès (1808-1814), els religiosos foren expulsats i el col·legi convertit en caserna. El 1835, la comunitat que hi residia, amb un total de 27 membres, el va haver d'abandonar definitivament.
El 1985 se'n van enderrocar totes les dependències, conservant només el claustre, que s'ha incorporat a la nova caserna de la Guàrdia Urbana, obra dels arquitectes Ramon Artigues i Ramon Sanabria i construïda entre el 1987 i el 1989.